# 松果體
松果體（英文：Pineal body），又叫做松果腺（Pineal gland）、腦上體（Epiphysis cerebri），是一個位於脊椎動物腦中的小內分泌腺體，位于上丘脑。人脑的松果体很微小，质量仅为100-150毫克，它負責製造褪黑素，一種會對醒睡模式與（季節性）晝夜節律功能的調節產生影響的激素。其形狀像是一顆小松果（這也是其名字的由來），並座落在腦部中央的附近，介於兩個大脑半球之間，被裹在兩個圓形的丘腦的接合處。
多數現存的脊椎動物都有松果體，盡管松果體有感光細胞，且可能是從所有脊椎動物的共同祖先頭頂的感光細胞演化而來的，但只有低阶脊椎动物的松果体具有直接感光性，在高阶脊椎动物中，该感光性已丧失（改由眼睛的视网膜感光）。在過去，一些文獻將松果體稱之為第三隻眼；但現代一般科學文獻提到第三隻眼時，通常指的是在演化上與松果體相關的颅顶眼，该结构存在於鯊魚、七鰓鰻、一些種類的硬骨魚、青蛙、蠑螈、喙頭蜥、蜥蜴等一些動物種類身上，但不存在於人類等哺乳動物身上。現今對於「人類松果體是第三隻眼」的宣稱，往往具有宗教或神祕學背景。

## 位置
松果體是略帶些紅的灰白色，大小約一顆稻穀那麼大(5-8 mm)，就座落在上丘的上面、髓紋的後下方及在其側面的丘腦之間。是上丘脑的一部份。
松果體是一個中線結構，而且由於其常常钙化的關係，所以時常能在顱骨的X光照中看到它。

## 結構與組成
松果體在人體由被結締組織間隙所包圍的小葉狀松果腺細胞實質所組成。而松果體的表面則被軟膜所覆蓋著。
松果腺主要由松果腺細胞與其他已確認的四種細胞所組成。
| 細胞型式            | 描述 |
| 松果腺細胞          | 松果腺細胞們是由一種有著四到六個突起浮現著的細胞體所組成的。它們製造並分泌褪黑素。松果腺細胞可以用特殊的注銀方法染色，以便在顯微鏡下觀察。 |
| 間質細胞            | 間質細胞位於松果腺細胞之間。 |
| 血管周圍的 噬菌細胞 | 在松果體中有許多的微血管，而血管周圍的噬菌細胞便位在這些血管附近。血管周圍的噬菌細胞是抗原呈現細胞。                                       |
| 松果體神經元        | 在高等的脊椎動物之中有神經元分布於松果體內。然而在囓齒目的動物上沒有這種現象。                                                             |
| 肽能似神經元細胞    | 在一些物種中，似神經元的肽能細胞存在於松果體中。這些細胞可能有旁泌性的控制功能。                                                           |

松果體受到來自頸上神經節的交感神經支配。然而，也受到來自翼顎神經節與耳神經節的副交感神經的支配。甚至有一些神經纖維經由松果體柄穿入了松果體內(主要的神經支配)。最後，在三叉神經節的神經元則以含有神經肽類物質「腦垂腺苷酸環化酶活化肽」(PACAP)的神經纖維來支配松果體。
人類的松果體小囊包含了一種大量變異的沙礫狀物質，名為腦沙(corpora arenacea，或名為「acervuli」、「brain sand」)。化學分析顯示腦沙是由磷酸鈣、碳酸鈣、磷酸鎂與磷酸銨所組成。在2002年時，以碳酸鈣的方解石形式出現的存量被予以描述。鈣、磷以及氟化物在松果體中的存量被認為與老化有關係。

## 多物種的解剖學
松果腺細胞在很多非哺乳類的脊椎動物中非常地像眼睛的感光細胞。一些演化生物學家相信脊椎動物的松果體細胞與視網膜細胞共有一個同樣的演化原型。
在一些脊椎動物中，曝曬在光線下可以啟動在松果體內的酶的連鎖反應以校正晝夜節律。一些早期的脊椎動物的顱骨化石有松果體孔。這與生理學中例如像七鰓鰻和喙頭蜥的現代「活化石」以及一些其他的脊椎動物所擁有的顱頂眼或所謂的「第三隻眼」有關，而在這些動物之中的一部份的顱頂眼具有感光功能。第三隻眼的存在代表著演化早期的視覺感受途徑。在喙頭蜥內的第三隻眼結構與角膜、晶狀體和視網膜類似，雖然其結構相似度還比較接近章魚而非脊椎動物的視網膜。其不對稱的整體由偏向左邊的「眼」及偏向右邊的松果體囊組成。「在含哺乳動物在內的失去顱頂眼的動物，松果囊被保留下來並壓縮成松果體的形式。」
不像許多哺乳動物大腦的其餘部分，松果體並未被血腦障壁系統所隔離。它甚至擁有充沛的血流，僅次於腎。 
化石很少保留軟質的解剖結構。大約已有九千萬年歷史的俄羅斯梅羅瓦卡(Melovatka)鳥的大腦是個例外，並展現了一個遠超過預料之外的顱頂眼與松果體。
在人類與其他的哺乳動物之中，從眼睛經由視網膜下視丘路徑系統到視叉上核與松果體的光線訊號對於晝夜節律是必須的。

## 功能
松果體最初被認為是某個較大的器官退化的殘留物。在1917年早期時，發現牛的松果體萃取物可使蛙的皮膚變亮。皮膚醫學教授艾倫·本生·勒納(Aaron B. Lerner)與他在耶魯大學的同事，在1958年時離析並命名了褪黑素，並希望這個來自松果體的物質能夠治療皮膚病。後來雖然這個物質並沒像預期般地有治療皮膚病的功用，但卻意外發現它的其他特性，例如：大鼠松果體的移除加快了其卵巢的成長、讓大鼠保持在不斷的日光下會減少他們松果體的重量，而松果體切除術(pinealectomy)和持續的日光兩者對卵巢的成長有同樣程度的影響，這些知識促使了名為「時間生物學」的新領域出現。 
松果體的主要功能就是分泌褪黑素。褪黑素是色胺酸這種胺基酸的衍生物，在中樞神經系統裡有許多功能，最重要的功能就是幫助調節睡眠型態。黑暗會刺激松果體分泌褪黑素，反之光亮則會對其抑制。當視網膜的感光細胞偵測到光線並直接傳送信號到視叉上核（SCN）後，會使視叉上核與晝夜週期同步；接著神經纖維將視叉上核的日光訊息轉發至室旁核（paraventricular nuclei，PVN），再傳到脊髓，並經交感神經系統到頸上神經節(superior cervical ganglia)，又從那裡傳到松果體；光線刺激傳遞的結果，使松果體停止分泌褪黑素。對於褪黑素在人體中的功能依然不太清楚，不過一般將它作為晝夜節律性睡眠障礙(circadian rhythm sleep disorder)的配藥。
有科學家聲稱化合物松香烴(pinoline)亦是在松果體製造，這是一種β-咔啉(β- carboline )分子。但此說法仍具爭議。
人類的松果體會成長到大約1-2歲時，之後就保持穩定，雖然其重量從青春期時會再逐漸增加。在兒童時期保有充足的褪黑素被認為會對性成熟有所壓抑，因此松果腺瘤被認為與性早熟症(precocious puberty)有關。而當青春期來臨時，褪黑素的製造就會減少。在成人時，松果體的石灰化是典型的。
在動物方面，松果腺在性成熟、冬眠、新陳代謝以及季節性繁殖上明顯扮演著重要的角色。
松果體的細胞結構與脊索動物的視網膜細胞似乎有發展的相似性。現代的鳥類與爬蟲類已被發現在其松果體中有黑視素(melanopsin)這種光傳導色素。鳥類的松果體被認為扮演與哺乳動物的視叉上核一樣的角色。
針對齧齒動物的研究暗示著松果體可能會影響例如可卡因等消遣性毒品和像百憂解(Prozac)這樣的抗憂鬱劑的作用。而其激素褪黑素能對抗神經退化症(neurodegeneration)。

## 與意識及靈魂之間的關係
松果體的分泌活動僅相當地被了解。在歷史上，由於松果體的位置在大腦深處，因此許多哲學家認為它擁有獨特的重要性。這種聯想使得松果體因伴隨著圍繞在其被理解的功能上的神話、迷信與神秘學理論一事而在人們心目中成為了一個神秘的腺體。

### 哲學家所持有的觀點
花了許多時間研究松果體的勒內·笛卡兒稱呼其為「靈魂之座」。他相信這是思維能力與肉體之間的連接點。證明笛卡兒如此認為的引文如下： 
「我的觀點是這個腺體是靈魂最最重要的座位和我們所有想法形成的地方。我如此認為的理由是我除此之外無法找到大腦的其他部分不是成雙的。既然我們用一對眼睛來看一件物品、用一雙耳朵來聽一個聲音，而在瞬間從未同時有超過一個想法，這必然是從雙眼或雙耳以及其他地方進來的印象在靈魂細想之前就在身體的某個部位互相統合的結果。現在整顆頭中除了這個腺體外不可能找到任何這樣的地方了，此外它位於最可能適於這項用途的位置，也就是所有凹面的中央。而且它被將心靈帶入大腦的頸動脈小支流們所支持及環繞著。」 (1640年1月29日, AT III:19-20, CSMK 143)
「松果眼」的概念對於法國作家喬治·巴塔耶(Georges Bataille)的生殖哲學來說位居中心地位，此在文學學者丹尼斯·霍勒(Denis Hollier)其論文《反建築》(Against Architecture)中詳細地被分析。霍勒在這本作品中討論了巴塔耶如何將「松果眼」的概念視為在西方理性中的盲點以及暴行與發狂的器官。這個概念上的手段在他超現實的文本《傑蘇弗》(The Jesuve)與《松果眼》(The Pineal Eye)中相當地明顯。
松果體在加斯東·巴舍拉(Gaston Bachelard)的《空間詩學》(The Poetics of Space)中也被注意到。

### 神智學家所持有的觀點
海蓮娜·布拉瓦斯基(Helena Blavatsky)與愛麗絲·貝利(Alice Bailey)等一些最早期的新紀元運動參與者及研究神智學的神祕主義者，都聲稱松果體與靈魂有着某種神秘的關係。這個限於圈內人所熟知的關於松果體的觀點直接在愛麗絲·貝利的作品《白魔法專論》(A Treatise on White Magic)的一個章節中出現。
克卡利·馬德拉(Khecarī mudrā)聲稱松果體對瑜珈姿勢的功能相當關鍵。
狄斯科蒂亚教認為松果體是凡人與女性神祇厄里斯交流之處。

### 科學家所持有的觀點
現今主流科學界未能證明松果關與主意識之間存在密切的關係，故此對上述看法不表認可。

## 附圖
松果體被歸類在這些圖片中

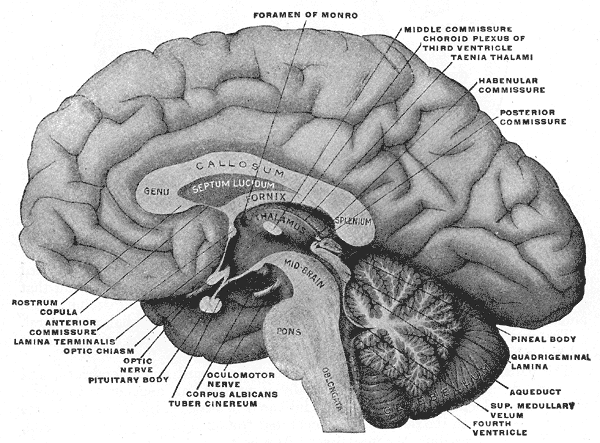
關於中間矢狀平面的腦部切面的中線視角圖
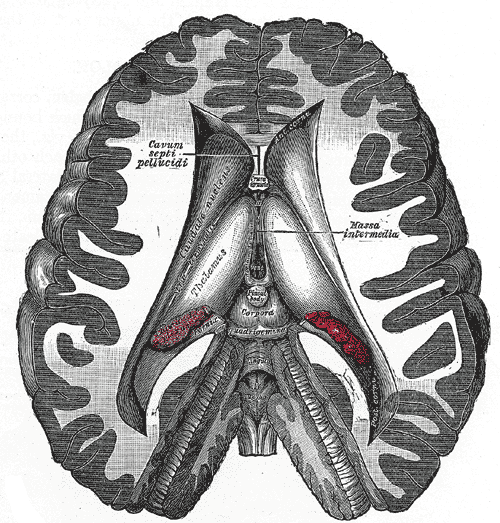
腦室解剖展示
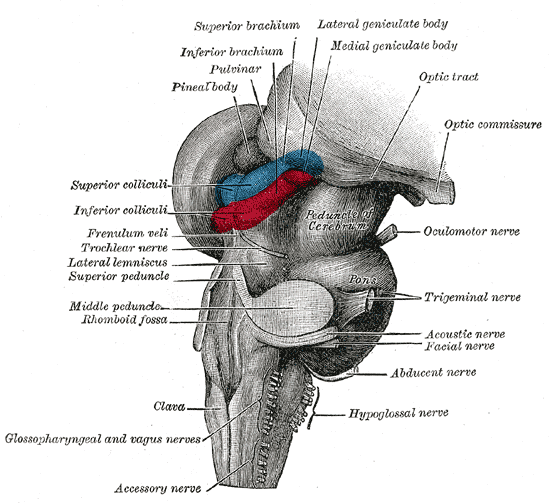
後與中腦；後外側視點
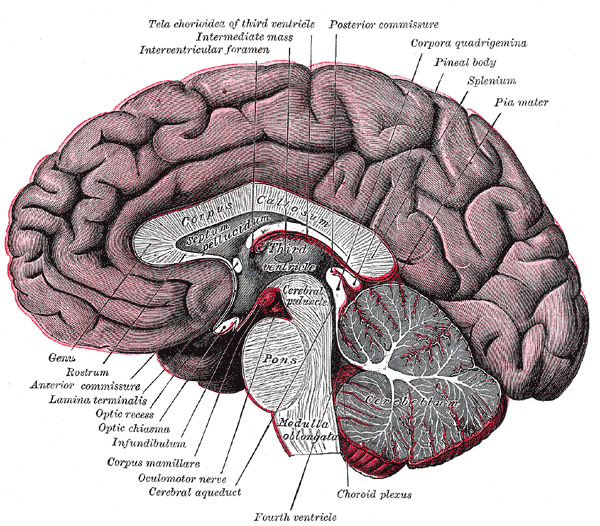
腦的中間矢狀切面

## 外部連結
- Stained brain slice images which include the "pineal%20gland" at the BrainMaps project
- NeuroNames hier-280
- Histology at BU: Endocrine System: pineal gland (illustration) （页面存档备份，存于）
- Anatomy Atlases, Microscopic atlas:  Pineal gland （页面存档备份，存于）
- MedPix: Images of Pineal region